# Bruno Deffains
Bruno Deffains, né le 13 avril 1964 à Rennes, est un économiste français. Ses recherches portent notamment sur l'analyse économique du droit, l'économie publique et l'économie de la régulation. Plus récemment ses travaux se sont orientés vers les nouvelles technologies, avec notamment les questions liées aux effets économiques du big data, de la blockchain et de l'intelligence artificielle.

## Biographie

### Jeunesse et études
Né le 13 avril 1964 à Rennes.
En 1987, DEA "Analyse économique"
En 1991, soutient sa thèse à l'Université de Nancy 2 sous la direction de François Seurot sur le thème L'analyse économique de la responsabilité civile de producteur en cas d'accidents provoqués par son produit.

### Carrière académique

#### Postes d'enseignement-recherche
- 1992, nommé Maître de Conférences à l'Université de Nancy 2
- 1993, habilitation à diriger les recherches (HDR)
- 1998, agrégation de sciences économiques, rang 15 [1], aux côtés par exemple d'Yvon Royaboy et d'Emmanuel Combe. Devenu professeur au sein de la même université grâce à la réussite du concours de l'agrégation, il devient également en 2000 professeur associé au sein de Sciences Po, et intègre en 2001 le Conseil Scientifique de l’Université de Nancy 2. Durant l'année 2004, il part enseigner quatre mois au sein de l'Université Humboldt.
- En 2005, il quitte ses fonctions nancéiennes et part en délégation au CNRS au sein du BETA de l'Université de Strasbourg.
- En 2007, il retourne à l'enseignement-recherche en devenant Professeur à l'Université Paris Ouest Nanterre La Défense.
- En 2010, il est recruté comme Professeur au sein de l'Université Paris II Panthéon-Assas, et quitte l'année suivante ses fonctions à Sciences Po. La même année, il effectue un séjour de deux semaines au sein du National Bureau of Economic Research de Boston, puis enseigne au cours des années 2011 et 2012 au sein des universités de Lausanne et de Nashville (Vanderbilt University - School of Law).
- En 2013, il devient Membre Senior de l'Institut Universitaire de France, et part enseigner durant un semestre au sein de la Yale University (Law School), puis les deux années suivantes au sein de la Columbia University.

Outre ces séjours ponctuels à l'étranger, Bruno Deffains entretient également des enseignements de plus long terme au sein de plusieurs universités, comme l'Université de Montréal (1999-2001), de Marrakech (2002-2003), de Siena (2005-2006), et plus encore au sein de la European Business School de Wiesbaden de 2009 à 2013 et de l'Université de Liverpool de 2013 à 2018.

#### Postes administratifs
Au sein de l'Université Paris II Panthéon-Assas, Bruno Deffains est membre du Conseil Académique, du Conseil de l'École Doctorale ED 455 "Economie, Gestion, Information et Communication", dirige le Diplôme d'Université "Tramsformation digitale du droit et legaltech" et le Master "Droit et Economie", tout en chapeautant pour le compte de l'Université le programme de la "Summer school in Law and Economics" placé sous l'égide de l'Université Paris 2, de la Yale Law School et de l'Essec. Il dirige également le Centre de Recherche en Économie et Droit (EA 7321).
Extérieurement à l'Université, il est l'une des figures majeures des institutions académiques de l'économie du droit, en étant par exemple actuellement Président de l'Association Française d'Économie du Droit, et ayant présidé l'Association Européenne d'Économie du Droit (European Association of Law and Economics) de 2011 à 2014, dont il demeure président honoraire. Il co-dirige également le projet de la Fondation pour le Droit Continental visant à développer un indicateur international de la sécurité juridique et est responsable du pôle numérique du Club des Juristes.
Bruno Deffains a également des missions plus distantes de l'Université, étant par exemple Membre de la Commission d'Examen des Pratiques Commerciales, et siégeant au sein de la Commission Nationale Consultative des Droits de l'Homme.

## Travaux
Spécialisation en économie du droit, souvent considéré comme l'un des, si ce n'est le principal importateur des méthodes de l'économie du droit en France.
Une spécialisation particulière sur les questions de responsabilité, l'économie du procès et l'économie du droit en lien avec les nouvelles technologies.

### Publications
Bruno Deffains a publié plus de deux cents articles de recherche et une dizaine d'ouvrages sur des thèmes essentiellement rattachés à l'économie du droit. Ses livres principaux sont les suivants :
- Deffains B et M. Sejean (2018), Indicateur de la sécurité juridique, Dalloz, Paris
- Chagny M. et B. Deffains (2015), La réparation des préjudices concurrentiels, Dalloz (Essai)
- Deffains B. et S. Ferey (2010), Agir et Juger : Comment les économistes pensent le droit, Presses d'Assas.
- Deffains B. et E. Langlais (2009), Analyse économique du droit, De Boeck.
- Deffains B., M. Doriat et E. Langlais (2008), Économie des actions collectives, PUF, Paris